# Jon Sobrino

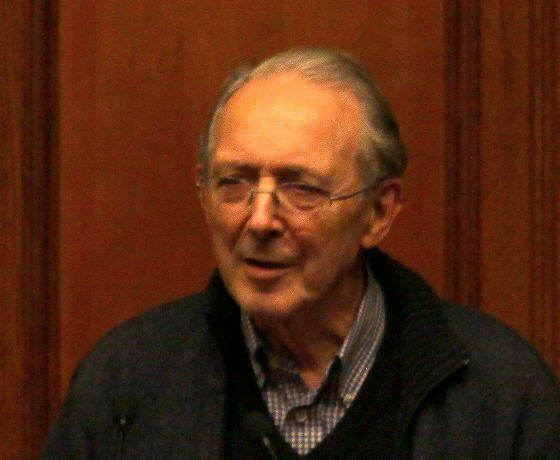
Jon Sobrino under en föreläsning på universitetet i Wien, 2013.

Jon Sobrino, född 27 december 1938, är en spansk-salvadoransk jesuitpräst och teolog. Sobrino är en av de främsta befrielseteologerna och lever och verkar i El Salvador, med huvudsakligt fokus att hjälpa de fattiga och förtryckta.

## Biografi
Sobrino föddes i Barcelona av baskiska föräldrar, och växte upp under Spanska inbördeskriget. Under hans barndom bodde familjen i Barcelona och i Bilbao. Han gick in i Jesuitorden 1956, och skickades redan året efter för första gången till El Salvador. Mellan 1960 och 1965 läste han ingenjörsvetenskap och filosofi i Saint Louis i USA, på ett av jesuiternas universitet. Sedan undervisade han ett kortare tag i matematik och filosofi på en högstadieskola i El Salvador, tills hans orden skickade honom till Hochschule Sankt Georgen i Frankfurt am Main för att läsa teologi. Hans doktorsavhandling, som kritiserar teologerna Jürgen Moltmanns och Wolfhart Pannenbergs kristologi, blev färdig 1974 och han återvände till El Salvador under tidigt 1970-tal. Sedan 1974 undervisar han i teologi på det jesuitdrivna katolska universitet i El Salvadors huvudstad San Salvador som han även varit med om att grunda, Centralamerikanska universitetet.
1989 blev Sobrino den ende överlevande från sin jesuitkommunitet då ett attentat dödade de sex övriga, samtliga verksamma på universitetet; den mest namnkunnige bland dem var Ignacio Ellacuría. I attentatet dog även en anställd hushållerska och hennes dotter. Sobrino klarade sig tack vare att han tillfälligt var i Thailand för att undervisa där.
Sobrino har fått flera utmärkelser och hederstitlar för sina bidrag till befrielseteologin och för sitt engagemang för rättvisa, inklusive ett hedersdoktorat vid Münsters universitet. Han tillhör redaktionen för den internationella teologiska tidskriften Concilium.

## Teologi
Under Sobrinos utbildning var Karl Rahner den viktigaste teologen för honom. Senare kom han att fokusera framför allt på den historiske Jesus. Sobrinos kristologi finns utvecklad i flera böcker och är starkt påverkad av hans upplevelser av människors extrema fattigdom och de orättvisor de utsätts för. För Sobrino finns de fattiga människorna i kyrkans centrum. Liksom särskilt den tidiga befrielseteologin anser Sobrino att social orättvisa är en synd, och räknade sådana som dödar som syndare inklusive multinationella företag, diverse beväpnade styrkor och praktiskt taget alla regeringar. Han menar att de människor som lever i materiellt överflöd måste dra konsekvenserna av att världens extremt fattiga lever under ständig dödsfara, och att de behöver något som öppnar deras ögon såsom skedde med aposteln Paulus i Damaskus.
Såväl ärkebiskopen av San Salvador Óscar Romero som Sobrinos medjesuiter, som mördades av dödsskvadroner 1980 respektive 1989, har ofta benämnts martyrer. Efter dessa dödsfall expanderade Sobrino i sin teologi begreppet martyrskap till att kunna omfatta många av de som dödats av makthavare även i fall då de flesta inblandade, även mördarna, var kristna. I Sobrinos medvetet utökade martyrbegrepp ingår även många vanliga människor vars död belyst och ökat medvetenheten om sociala orättvisor.

## Troskongregationens offentliga påpekande
Efter att ha undersökt Sobrinos böcker sedan 2001 och även fört viss dialog med honom om saken gjorde katolska kyrkans Troskongregation 2007 ett offentligt påpekande (på italienska notificazione) angående två av hans böcker: Jesucristo liberador (1991) och La fe en Jesucristo (1992). som var mycket spridda särskilt i Sydamerika, och även användes i undervisning av blivande präster. (Böckerna finns inte översatta till svenska; titlarna betyder "Jesus Kristus befriaren" resp. "Tron på Jesus Kristus".) Påpekandet hade godkännande av påven, Benedikt XVI, som tidigare varit Troskongregationens prefekt (1981–2005).
Troskongregationen kritiserade Sobrinos skildringar av Jesus på sex punkter, däribland att han koncentrerade sig för mycket på människan Jesus och tappade bort hans gudomliga sida vilket inte avspeglar kyrkans lära. Troskongregationen ansåg också att Sobrinos kristologi gjorde "de fattigas kyrka" till teologins och kristendomens nästan enda sammanhang, och att den reducerade Kristi död på korset till en moralisk förebild. När påpekandet offentliggjordes fanns en allmän förväntan att Sobrino skulle förbjudas att undervisa och att publicera böcker men inget sådant förbud kom att uttalas.
Med ledning av de artiklar som påven Benedikt publicerat om befrielseteologi innan han tillträdde som påve ansåg Sobrino att han missförstått den. Att Benedikt var mycket kritisk till befrielseteologi var välkänt och Sobrino själv tolkade Troskongregationens kritik mot hans böcker som en attack främst mot befrielseteologin som sådan. Troskongregationens påpekande väckte mångas protester däribland från den tyske professorn emeritus Peter Hünermann från Tübingens universitet, som skrev ett upprop för förändring av Troskongregationens arbetssätt och sammansättning. Uppropet skrevs under av mer än 100, huvudsakligen mer eller mindre vänsterinriktade, tyska teologer.

### Källnoter
1. ↑   sobrino befrielseteologi i Nationalencyklopedins nätupplaga.
2. 1 2 3 4  Jon Sobrino: Kyrkan behöver ta ställning för de fattiga Signum 2013-03-11, ursprungligen Kathpress
3. 1 2 3 4 5  Thiede, kap. 3 avd. 2: An Intellectual Biography of Jon Sobrino s. 101-105, inklusive fotnoter
4. ↑  My Century, BBC, utskrift av radiosändning med Jon Sobrino 1999-11-29
5. 1 2 3 4 5 6  Inkvisitorn, Amanda Peralta i Dagens Nyheter 2007-03-29
6. 1 2 3 4 5 6  Vatican censures Sobrino, who calls procedures 'not honest' National Catholic Reporter, 2007-03-14
7. 1 2  The retreat of liberation theology Arkiverad 22 juni 2015 hämtat från the Wayback Machine., Edward A. Lynch, EWTN. Ursprungligen ur "The Homiletic & Pastoral Review" februari 1994
8. ↑  Thiede, Preface s. iv-vi
9. 1 2 3 4  Notification Troskongregationens offentliga påpekande på engelska, daterat 26 november 2006
10. ↑  Notificazione, Troskongregationens offentliga påpekande på italienska
11. 1 2  Vatican criticizes Jesuit liberation theologian, issues no sanctions Catholic News Service, 2007-03-15
12. ↑  Pope warns liberation theologian BBC 2007-03-14
13. ↑  Silenced theologian foretold disobedience of Vatican order Catholic News Agency, 2007-03-21
14. ↑  Sobrino dismisses Vatican denunciation The Tablet 2007-03-31
15. ↑  German theologians demand 'intelligent restructuring' of Vatican's doctrinal office National Catholic Reporter, 2007-05-25